# Arthur Ellis
Arthur Edward Augustus Ellis (13 dicembre 1837 – 11 giugno 1907) è stato un generale inglese.

## Biografia
Era il figlio di Augustus Frederick Ellis, figlio di Charles Ellis, I barone Seaford, e di sua moglie, Mary Frances Thurlow Cunynghame.

## Carriera
Fu educato presso il Royal Military College Sandhurst ed entrò nel Royal Scots Fusiliers il 11 agosto 1854. Ellis ha combattuto nella Guerra di Crimea (1854-1856). Venne trasferito al Duke of Wellington's Regiment e fu promosso a capitano il 17 aprile 1860. Il 22 aprile 1862 Ellis trasferita nei Grenadier Guards.
Nel 1876, Ellis divenne un scudiero del principe di Galles. Egli era il Sergente d'armi nella Camera dei lord (1898-1901). Ha servito come un scudiero e come contabile della famiglia di Edoardo VII (1901-1907). 

## Matrimonio
Sposò, il 2 maggio 1864, Mina Frances Labouchere (?-4 settembre 1917), figlia di Henry Labouchere, I barone Taunton. Ebbero sette figli:
- Evelyn Mary Ellis (?-10 dicembre 1934), sposò Walter Kerr, ebbero un figlio;
- Arthur Henry Ellis (13 febbraio 1866-2 giugno 1934);
- Mary Evelyn Ellis (?30 agosto 1923), sposò Ralph Sneyd, non ebbero figli;
- Gerald Ellis (13 settembre 1872-29 maggio 1953);
- Albertha Lily Magdalen Ellis (?-15 maggio 1948);
- Alexandra Mina Ellis (?-23 marzo 1949), sposò Arthur Hardinge, ebbero tre figli;
- Dorothy Ellis (?-3 agosto 1944), sposò Charles Kemeys-Tynte, VIII barone Wharton, ebbero due figli.

## Ascendenza
|                                     |                                  |                                  | Genitori                              |  |  | Nonni |  |  | Bisnonni   |  |  | Trisnonni    |  |
|                                     |                                  |                                  |                                       |  |  |       |  |  | John Ellis |  |  | George Ellis |  |
|                                     |                                  |                                  |                                       |  |  |       |  |  | John Ellis |  |  | George Ellis |  |
|                                     |                                  | Elizabeth Beckford               |                                       |  |  |       |  |  | John Ellis |  |  |              |  |
| Charles Ellis, I barone Seaford     |                                  |                                  |                                       |  |  |       |  |  | John Ellis |  |  |              |  |
|                                     |                                  | Elizabeth Palmer                 | John Palmer                           |  |  |       |  |  |            |  |  |              |  |
|                                     |                                  | Elizabeth Palmer                 | John Palmer                           |  |  |       |  |  |            |  |  |              |  |
|                                     |                                  | Elizabeth Palmer                 | …                                     |  |  |       |  |  |            |  |  |              |  |
| Augustus Frederick Ellis            |                                  | Elizabeth Palmer                 |                                       |  |  |       |  |  |            |  |  |              |  |
|                                     |                                  | John Hervey, lord Hervey         | Frederick Hervey, IV conte di Bristol |  |  |       |  |  |            |  |  |              |  |
|                                     |                                  | John Hervey, lord Hervey         | Frederick Hervey, IV conte di Bristol |  |  |       |  |  |            |  |  |              |  |
|                                     |                                  | John Hervey, lord Hervey         | Elizabeth Davers                      |  |  |       |  |  |            |  |  |              |  |
| Elizabeth Catherine Caroline Hervey |                                  | John Hervey, lord Hervey         |                                       |  |  |       |  |  |            |  |  |              |  |
|                                     |                                  | Elizabeth Drummond               | Colin Drummond                        |  |  |       |  |  |            |  |  |              |  |
|                                     |                                  | Elizabeth Drummond               | Colin Drummond                        |  |  |       |  |  |            |  |  |              |  |
|                                     |                                  | Elizabeth Drummond               | Katherine Oliphant                    |  |  |       |  |  |            |  |  |              |  |
| Arthur Ellis                        |                                  | Elizabeth Drummond               |                                       |  |  |       |  |  |            |  |  |              |  |
|                                     | William Cunynghame, IV baronetto | David Cunynghame, III baronetto  |                                       |  |  |       |  |  |            |  |  |              |  |
|                                     | William Cunynghame, IV baronetto | David Cunynghame, III baronetto  |                                       |  |  |       |  |  |            |  |  |              |  |
|                                     | William Cunynghame, IV baronetto | Mary Montgomerie                 |                                       |  |  |       |  |  |            |  |  |              |  |
| David Cunynghame, V baronetto       | William Cunynghame, IV baronetto |                                  |                                       |  |  |       |  |  |            |  |  |              |  |
|                                     |                                  | Frances Myrton                   | Robert Myrton, II baronetto           |  |  |       |  |  |            |  |  |              |  |
|                                     |                                  | Frances Myrton                   | Robert Myrton, II baronetto           |  |  |       |  |  |            |  |  |              |  |
|                                     |                                  | Frances Myrton                   | Mary Campbell                         |  |  |       |  |  |            |  |  |              |  |
| Mary Cunynghame                     |                                  | Frances Myrton                   |                                       |  |  |       |  |  |            |  |  |              |  |
|                                     |                                  | Edward Thurlow, I barone Thurlow | Thomas Thurlow                        |  |  |       |  |  |            |  |  |              |  |
|                                     |                                  | Edward Thurlow, I barone Thurlow | Thomas Thurlow                        |  |  |       |  |  |            |  |  |              |  |
|                                     |                                  | Edward Thurlow, I barone Thurlow | Elizabeth Smith                       |  |  |       |  |  |            |  |  |              |  |
| Maria Thurlow                       |                                  | Edward Thurlow, I barone Thurlow |                                       |  |  |       |  |  |            |  |  |              |  |
|                                     |                                  | …                                | …                                     |  |  |       |  |  |            |  |  |              |  |
|                                     |                                  | …                                | …                                     |  |  |       |  |  |            |  |  |              |  |
|                                     |                                  | …                                | …                                     |  |  |       |  |  |            |  |  |              |  |
|                                     |                                  | …                                |                                       |  |  |       |  |  |            |  |  |              |  |